# Dellamora palposa
Dellamora palposa là một loài bọ cánh cứng trong họ Mordellidae. Loài này được Normand miêu tả khoa học năm 1916.